# Idrætsparken Stadion
Az Idrætsparken Stadion (hivatalos nevén: Københavns Idrætspark; a köznyelvben csak Idrætsparken vagy Parken; magyarul: Koppenhágai Sportpark) 1990-ig Koppenhága és Dánia legnagyobb labdarúgó-stadionja volt. Lebontása után a helyére épült Parken Stadion vette át a dán nemzeti stadion szerepét.

## Története
A létesítmény terve már korábban felmerült, azonban Jens Jensen polgármester a terveket csak 1906. február 19-én mutatta be a városi tanács előtt. 1907 májusában a tanács 1 264 450 koronát szavazott meg az építkezésre. A stadion építkezési munkálatai 1908-ban kezdődtek meg a koppenhágai Østerbro városrész Fælledparken nevű zöldövezetében, és a kiegészítő létesítményekkel (teniszcsarnok, atlétikapálya, gyeplabda-pálya stb.) együtt 1914-re elkészült az egész sporttelep.
A megnyitóra 1911. május 25-én került sor, amikor a Kjøbenhavns Boldklub és a Boldklubben af 1893 vegyes csapata az angol Sheffield Wednesday ellen lépett pályára és 2-3-as vereséget szenvedett. Kezdetben 15 000 fős befogadóképessége volt a stadionnak, ebből 700 ülőhely volt a klubház felőli főlelátón. Jól mutatja a labdarúgás egyre növekvő népszerűségét, hogy ugyanazon évben a Glasgow Rangers elleni mérkőzésen már 11 233-an voltak, majd 1914. június 5-én, egy Dánia-Anglia találkozón a 3-0-ra győző hazaiak már 18 500 néző előtt léptek pályára.
Az évek folyamán többször is kibővítették, így 1923-ban és 1935-ben is átalakítási munkálatokkal sikerült a befogadóképességet növelni, illetve 1925-ben már egy nagyobb lelátórészt is befedtek. 1953-ban újabb lelátórész és klubház is készült. 1956-ban készült el a Den Dyre langside nevű, legtovább épen maradt lelátó, amelyet előbb beépítettek az új stadionba, majd később lebontottak. Ugyancsak ekkor készült el a stadion világítása is.
A többnyire állóhelyekből álló tribünökön összesen 52 377 néző foglalhatott helyet. A rekord nézőszám 1961-ben, egy Dánia-Svédország barátságos mérkőzésen volt (52 486 fő), klubszinten pedig az 1964-ben, amikor a Kjøbenhavns Boldklub és a Boldklubben 1909 a bajnoki elsőségért küzdött (43 300 fő).
1985-ben a Hydro olajipari vállalat rajzversenyt hirdetett, melynek győztes alkotását, felnagyítva felfestették a főlelátó fedele alá. A több mint 13 000 rajz közül egy kilencéves kisfiú, Michael Jorgensen alkotása lett a kiválasztott. A rajz az olajtársaság logójával együtt sokáig a stadion tetőzetének dísze volt.
Az utolsó válogatott mérkőzésre 1990. november 14-én került sor. Az Eb-selejtezőn Dánia 2-0-s vereséget szenvedett Jugoszláviától. Ezt követően megkezdődött a stadion bontása és az új létesítmény építése.
Az új stadionba beépített egyetlen épületelem az 1956-ban készült főlelátó volt, mely a pálya 90 fokos elfordítása miatt oldallelátóvá vált. Ezt később, 2007-2009-ben lebontották és egy új, modern lelátóval helyettesítették. A lebontott tribün egyes részeit a szurkolók relikviaként megvásárolhatták.

## Labdarúgás
Az Idrætsparken az FC København egyik elődjének számító Kjøbenhavns Boldklub hazai pályája volt, illetve a dán labdarúgó-válogatott is ebben a létesítményben fogadta ellenfeleit. A stadion falai között 80 bajnoki évad alatt több mint 230 mérkőzést rendeztek. Az új stadion elkészülte előtt, 1992 júliusában a Kjøbenhavns Boldklub és a Boldklubben 1903 felnőtt csapatai egyesültek, és az újonnan alakult FC København lett a Parken házigazdája.
1955-től 1990-ig a Dán Kupa döntőit is ebben a stadionban rendezték.

## Egyéb rendezvények
A stadionban több nagyszabású koncertet is rendeztek az évek során, így fellépett többek között Bob Dylan, Tina Turner, Bruce Springsteen, a Rolling Stones és David Bowie is.

## Galéria

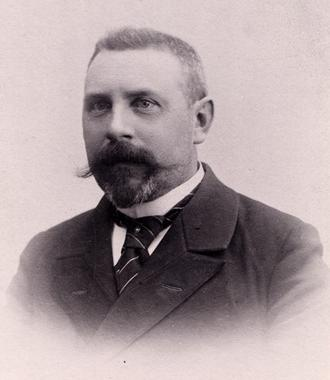
Jens Jensen polgármester, a sporttelep létesítésének egyik kezdeményezője
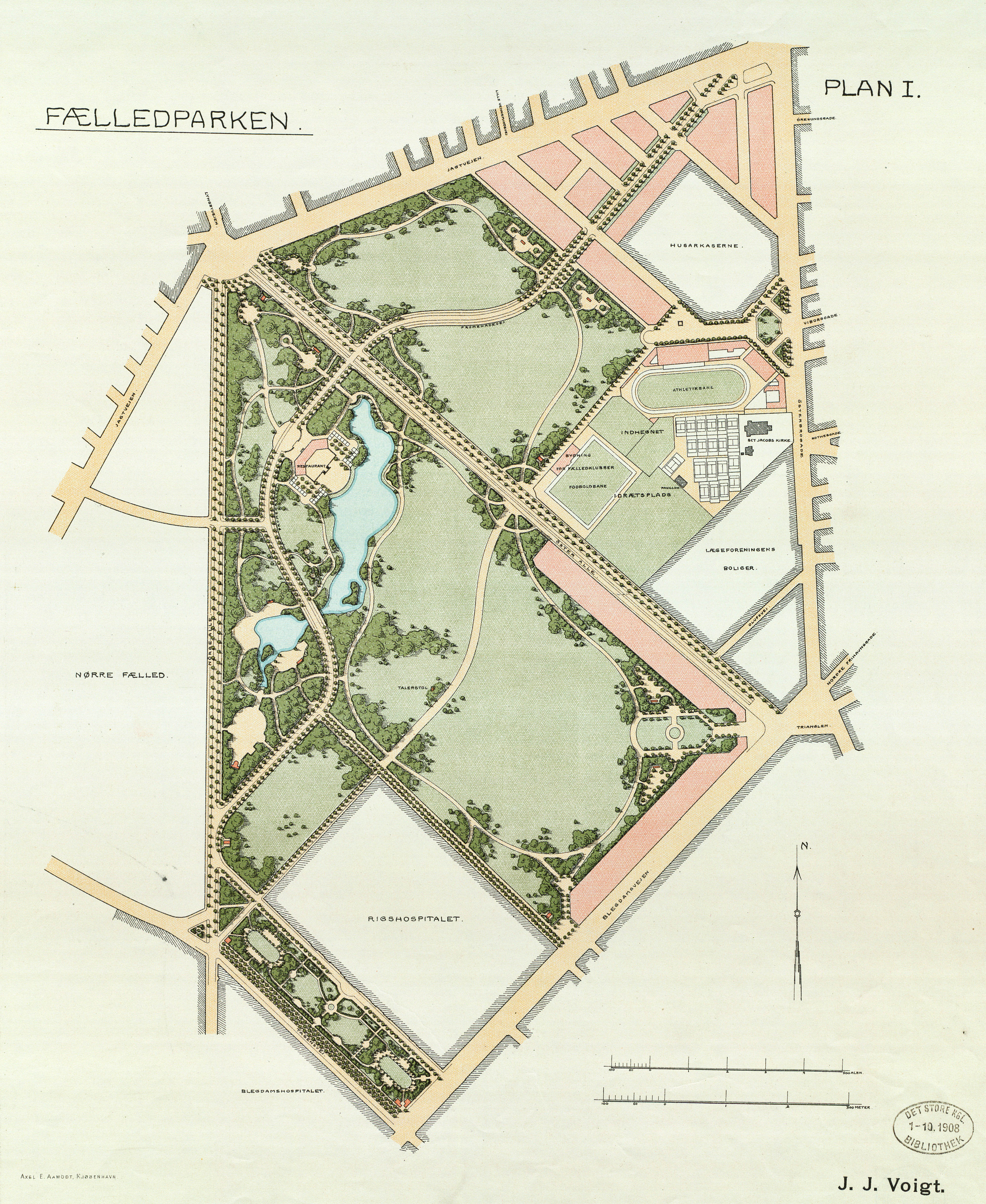
A Fælledparken 1908-ban. Jobboldalt az Idrætsparken létesítményei láthatóak
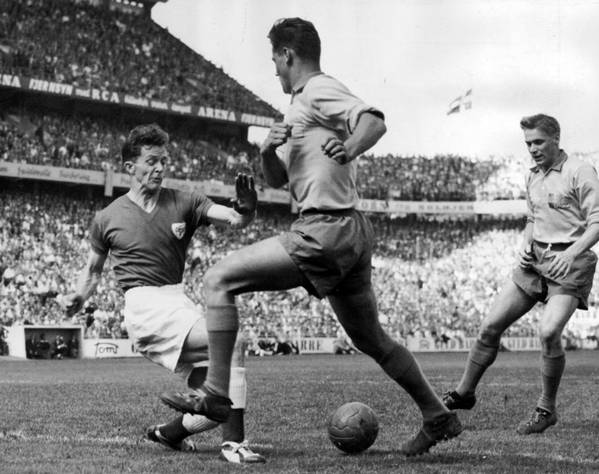
Dánia-Svédország találkozó 1959-ből
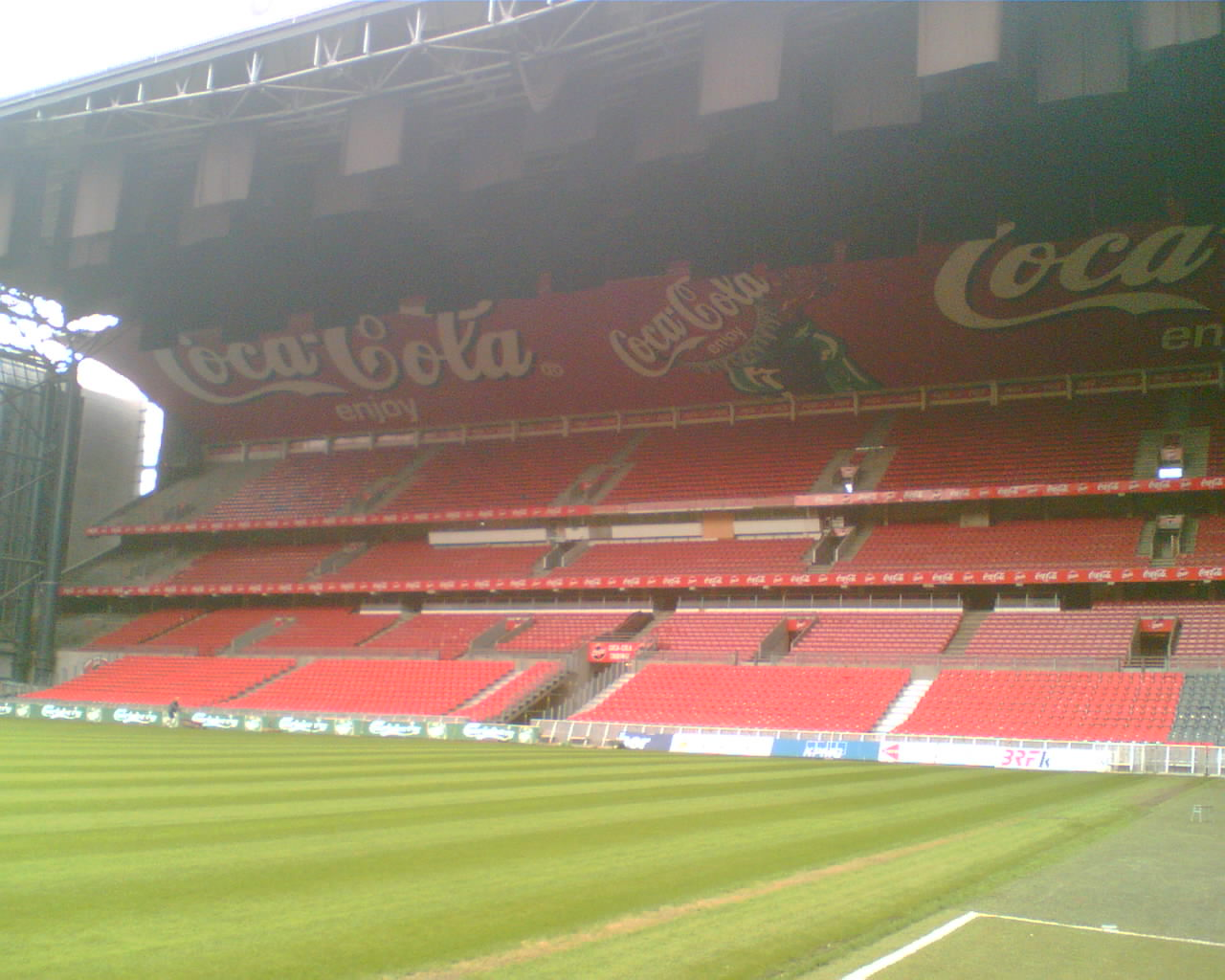
Az utoljára lebontott Coca-Cola-lelátó